# 张岩 (南宋)
张巖（?—?），字蕭翁，一作字肖翁，号阅静老人，原籍开封，迁扬州，南渡后居湖州。南宋大臣、琴家。宋宁宗时参知政事。
张巖为人机警，柔和善谐。宋孝宗乾道五年（1169年）登进士第。官至监察御史、殿中侍御史、给事中，与张釜等人阿附韩侂胄，参与庆元党禁，严禁道学。宋宁宗嘉泰元年（1201年）任参知政事。嘉泰三年（1203年）罢为资政殿学士，知平江府（治今苏州），再升为大学士，知福州。转任知扬州。再拜参知政事兼同知国用事。开禧二年（1206年）迁知枢密院事，开禧北伐，次年，代丘崈督视江淮军马。韩侂胄死后，被劾奉祠，徽州居住，以银青光禄大夫致仕。卒赠特进。张岩以善鼓琴闻名。曾向郭沔学得琴曲《乌夜啼》，人称“张乌夜”。又将韩侂胄家传古谱与自坊间购得的民间琴谱合编为《琴操谱》15卷、《调谱》4卷。